# Carlo Andreotti
Carlo Andreotti (Trento, 21 maggio 1943) è un politico e giornalista italiano, ex-presidente della Giunta della Provincia autonoma di Trento.

## Biografia
È laureato in giurisprudenza ed è abilitato all'esercizio della professione di avvocato, ma non l'ha esercitata, diventando invece giornalista. È stato redattore de L'Adige e ha lavorato per la RAI, diventando caposervizio.
Nel gennaio 1988 viene fondato il Partito Autonomista Trentino Tirolese (PATT), e Andreotti ne diventa segretario politico, carica che manterrà fino al 1994. Nel 1988 viene eletto consigliere regionale, carica che ha ricoperto fino al 2008.
È stato presidente della Provincia di Trento nella IX legislatura (1994 - 1998).
Dal 1997 al 1999 è stato presidente del PATT. Dal 2002 al 2004 è stato presidente della Giunta regionale.
Alle elezioni provinciali del 2003 è stato candidato alla carica di Presidente della Provincia dalla Casa delle Libertà per il partito Trentino Autonomista, ottenendo il 30,67 % dei voti. Nello stesso anno, il 29 ottobre, è stato eletto Presidente della Commissione Istituzionale del Consiglio d'Europa.